# Годово
Годово (на сръбски: Годово) е село в Сърбия, разположено в община Тутин, Рашки окръг. Намира се на 879 метра надморска височина. Населението му според преброяването през 2011 г. е 124 души. При преброяването на населението през 2002 г. има 89 жители, от тях 86 (96,62 %) бошняци и 3 (3,37 %) сърби.

## Население
Численост на населението според преброяванията през годините:
- 1948 – 229 души
- 1953 – 320 души
- 1961 – 318 души
- 1971 – 229 души
- 1981 – 217 души
- 1991 – 129 души
- 2002 – 89 души
- 2011 – 124 души